# Shore Line Trolley Museum

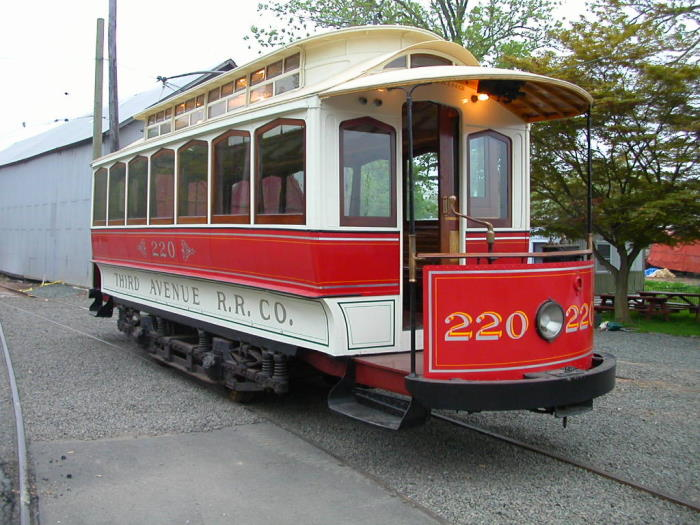
Third Avenue Railway System nr 220, den äldsta körklara spårvagnen i USA, tillverkad 1892 för Third Avenue i New York som kabelspårvagn av Leclede Car Company, elektrifierad 1899

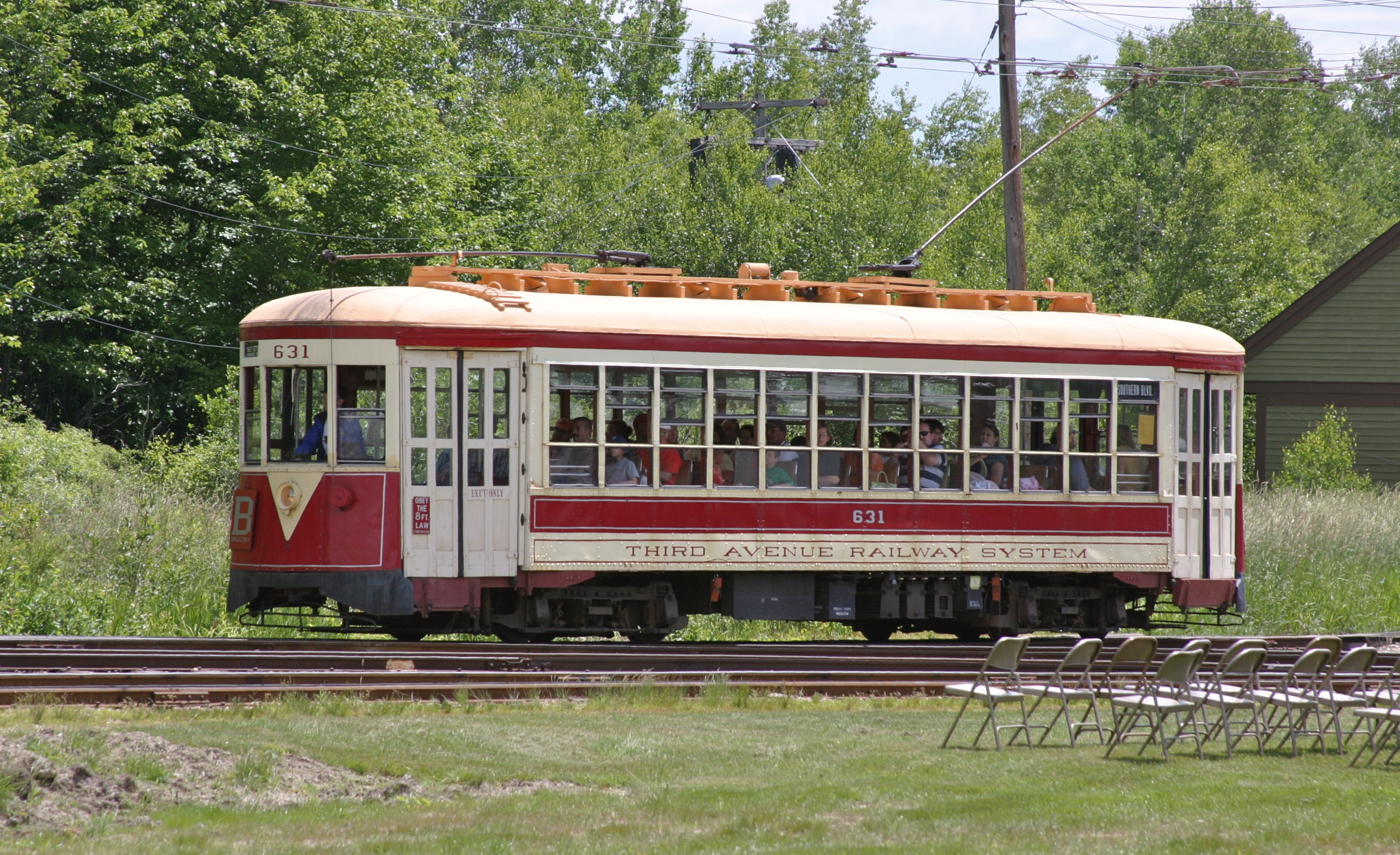
Spårvagn nr 631 från New York Third Avenue Railway, tillverkad av Third Avenue Railway Co Shops 1939

Shore Line Trolley Museum är ett privat spårvägsmuseum i East Haven i Connecticut i USA. Museet har också en museispårväg på omkring 2,4 kilometer. Museet är centrum för det 1983 k-märkta Branford Electric Railway Historic District.

## Historik
Museet grundades 1945 som Branford Electric Railway Association. Spårvägsbolaget Connecticut Company, som drev flertalet spårvagnslinjer i delstaten Connecticut, hade sedan 1930-talet haft planer på att lägga ned sin F-linje och kortade av den i etapper. Den sista spårvagnen i kommersiell trafik på linjen gick i mars 1947. Föreningen övertog då en 2,4 kilometer lång sträcka av linjen mellan East Haven och Short Beach och flyttade sin fordonssamling dit. 
År 1957 kunde besökscentret Sprague Station invigas. Museets samlingar består framför allt av spårfordon från Connecticut och staden New York, men också fordon från bland annat New Orleans och Toronto, samt trådbussar.

## Fordon i samlingen i urval
- Den hästdragna spårvagn Broadway–Central Park nr 76, eventuellt den äldsta bevarade hästdragna spårvagnen i världen[2]
- New Orleans St. Charles Avenue Line nr 850, en av de tre bevarade spårvagnarna i Series 800 från New Orleans spårväg, tillverkad av  Perley A. Thomas Car Works 1922
- Connecticut Company nr 500, en lyxig representationsspårvagn
- Manhattan Railway G Line, den äldsta bevarade pendeltågsvagnen i USA, byggd 1878
- Interborough Rapid Transit Company nr 3344 Mineola, representationstunnelbanevagn för chefen August Belmont, Jr., tillverkad av Wason Manufacturing Company (ännu ej restaurerad 2020)[3]
- Ansonia Derby & Birmingham "Derby," USA:s äldsta bevarade ellok, från 1888
- Brooklyn and Queens Transit Corporation nr 1001, den första tillverkade spårvagnen av PCC-typ
- (New York) Third Avenue Railway System 220, byggd 1842, den äldsta fungerande spårvagnen i USA
- (New York) Independent Subway System nr 1689, tunnelbanevagn typ R9

## Bildgalleri

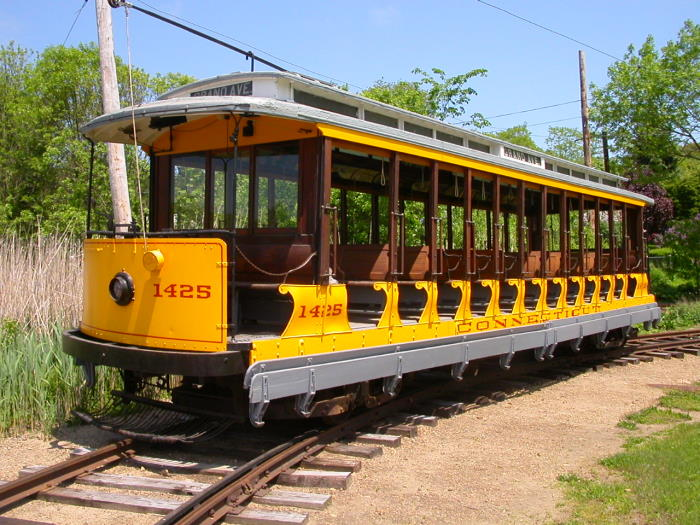
Connecticut Company nr 1425, en öppen vagn med 15 bänkar
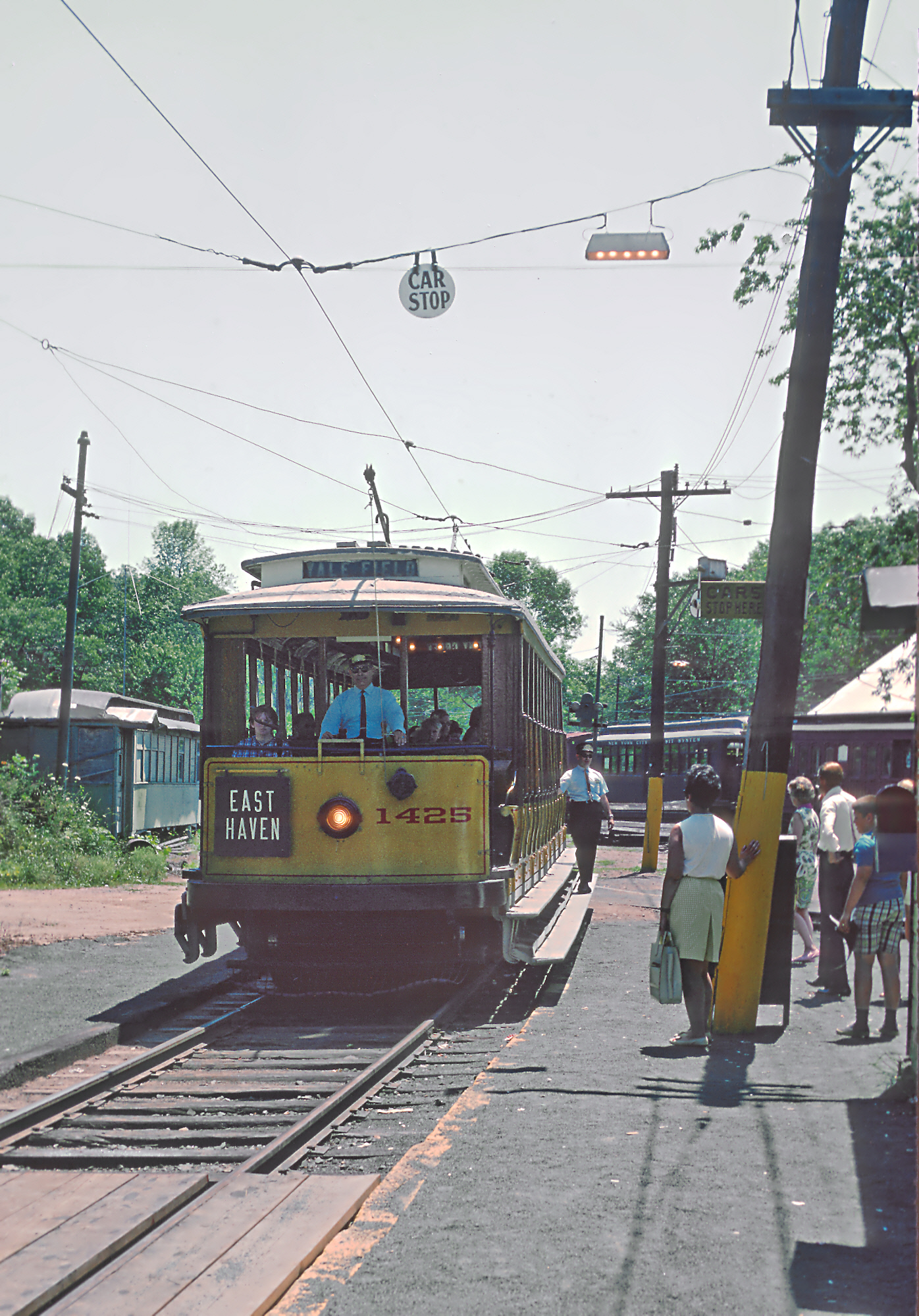
Connecticut Company nr 1428
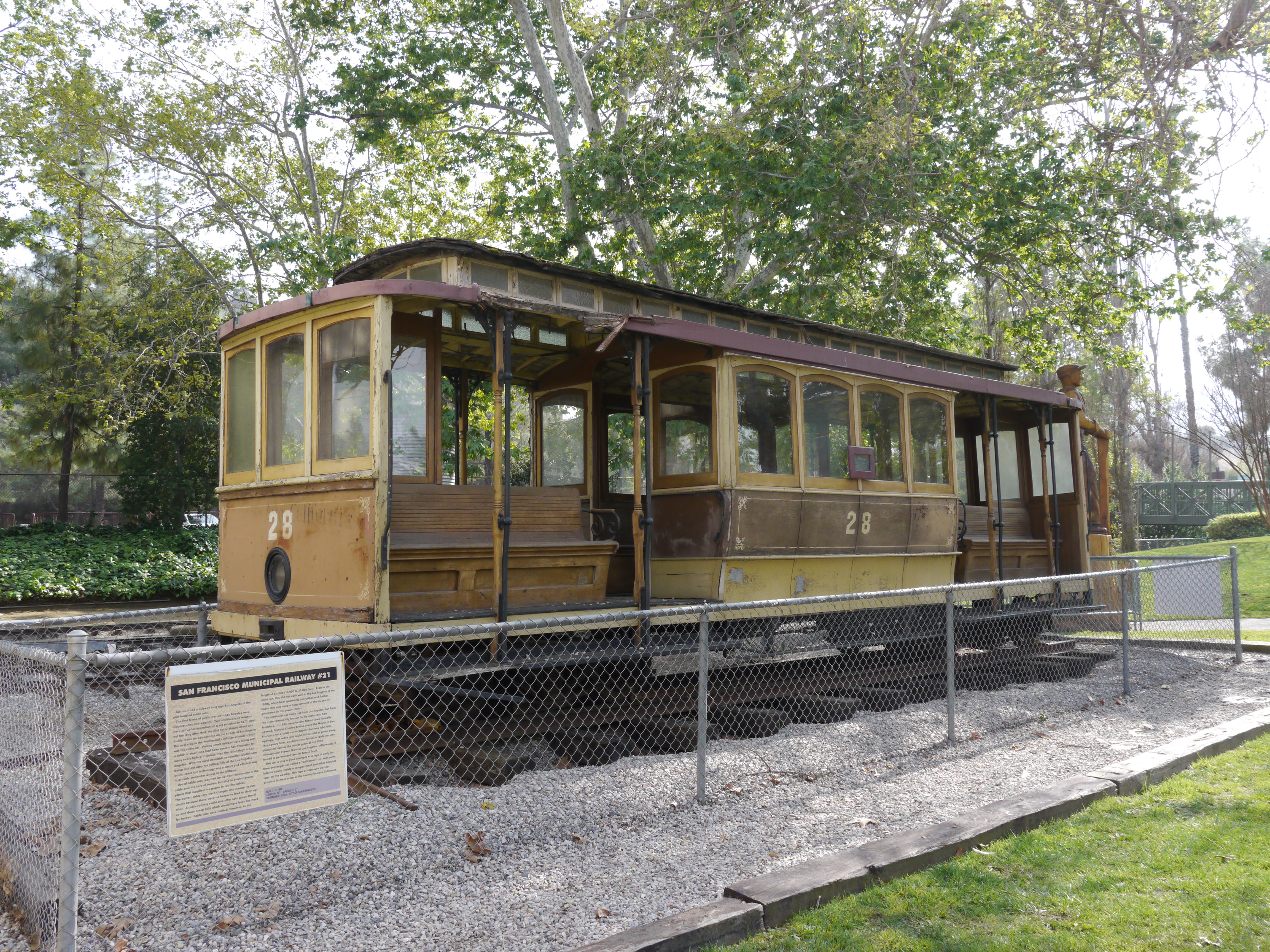
San Francisco Municipal Railway nr 28 typ "California"